# 2e étape du Tour d'Italie 2021
Pour un article plus général, voir Tour d'Italie 2021.
La 2e étape du Tour d'Italie 2021 se déroule le dimanche 9 mai 2021 entre Stupinigi et Novare, sur une distance de 179 km. Le Belge Tim Merlier remporte l'étape en sprint massif, c'est la première victoire d'étape sur un grand tour pour l'équipe cycliste Alpecin-Fenix et la onzième de la saison.

## Déroulement de la course
Au départ de cette deuxième étape, un hommage est rendu au coureur belge Wouter Weylandt qui a perdu la vie sur les routes du Giro, dix ans plus tôt.
Dès le début de la course, trois Italiens partent à l'attaque mais ne compteront pas plus de trois minutes d'avance sur le peloton. Ces trois hommes sont Filippo Tagliani (Androni Giocattoli-Sidermec), Umberto Marengo (Bardiani CSF Faizanè) et Vincenzo Albanese (Eolo-Kometa). Toutefois, ce dernier, victime d'un problème mécanique à 75 kilomètres de l'arrivée, doit laisser filer ses deux compagnons d'échappée. À une trentaine de km du terme, le duo d'attaquants est repris par le peloton et la victoire se joue au sprint remporté par le Belge Tim Merlier (Alpecin-Fenix).

## Résultats

### Classement de l'étape
| \| Classement de l'étape \| Classement de l'étape \| Classement de l'étape \| Classement de l'étape \| Classement de l'étape \| \| Coureur \| Coureur \| Pays \| Équipe \| Temps \| \| --------------------- \| --------------------- \| --------------------- \| ---------------------- \| --------------------- \| \| 1er \| Tim Merlier \| Belgique \| Alpecin-Fenix \| 4 h 21 min 09 s \| \| 2e \| Giacomo Nizzolo \| Italie \| Qhubeka Assos \| + 0 s \| \| 3e \| Elia Viviani \| Italie \| Cofidis \| + 0 s \| \| 4e \| Dylan Groenewegen \| Pays-Bas \| Jumbo-Visma \| + 0 s \| \| 5e \| Peter Sagan \| Slovaquie \| Bora-Hansgrohe \| + 0 s \| \| 6e \| Matteo Moschetti \| Italie \| Trek-Segafredo \| + 0 s \| \| 7e \| Filippo Fiorelli \| Italie \| Bardiani CSF Faizanè \| + 0 s \| \| 8e \| Lawrence Naesen \| Belgique \| AG2R Citroën Team \| + 0 s \| \| 9e \| Davide Cimolai \| Italie \| Israel Start-Up Nation \| + 0 s \| \| 10e \| Caleb Ewan \| Australie \| Lotto-Soudal \| + 0 s \| |                   |           |                        |                 |
| |                   |           |                        |                 |
| Source : ProCyclingStats |                   |           |                        |                 |
| Classement de l'étape |                   |           |                        |                 |
| Coureur | Coureur           | Pays      | Équipe                 | Temps           |
| 1er | Tim Merlier       | Belgique  | Alpecin-Fenix          | 4 h 21 min 09 s |
| 2e | Giacomo Nizzolo   | Italie    | Qhubeka Assos          | + 0 s           |
| 3e | Elia Viviani      | Italie    | Cofidis                | + 0 s           |
| 4e | Dylan Groenewegen | Pays-Bas  | Jumbo-Visma            | + 0 s           |
| 5e | Peter Sagan       | Slovaquie | Bora-Hansgrohe         | + 0 s           |
| 6e | Matteo Moschetti  | Italie    | Trek-Segafredo         | + 0 s           |
| 7e | Filippo Fiorelli  | Italie    | Bardiani CSF Faizanè   | + 0 s           |
| 8e | Lawrence Naesen   | Belgique  | AG2R Citroën Team      | + 0 s           |
| 9e | Davide Cimolai    | Italie    | Israel Start-Up Nation | + 0 s           |
| 10e | Caleb Ewan        | Australie | Lotto-Soudal           | + 0 s           |

### Points attribués pour le classement par points
| Sprint intermédiaire Tricerro (km 139,6) | Sprint intermédiaire Tricerro (km 139,6) | Sprint intermédiaire Tricerro (km 139,6) | Sprint intermédiaire Tricerro (km 139,6) | Sprint intermédiaire Tricerro (km 139,6) |
| ---------------------------------------- | ---------------------------------------- | ---------------------------------------- | ---------------------------------------- | ---------------------------------------- |
|                                          | Coureur                                  | Pays                                     | Équipe                                   | Point(s)                                 |
| 1er                                      | Filippo Tagliani                         | Italie                                   | Androni Giocattoli-Sidermec              | 12                                       |
| 2e                                       | Umberto Marengo                          | Italie                                   | Bardiani CSF Faizanè                     | 8                                        |
| 3e                                       | Fernando Gaviria                         | Colombie                                 | UAE Emirates                             | 6                                        |
| 4e                                       | Elia Viviani                             | Italie                                   | Cofidis                                  | 5                                        |
| 5e                                       | Andrea Pasqualon                         | Italie                                   | Intermarché-Wanty-Gobert Matériaux       | 4                                        |
| 6e                                       | Peter Sagan                              | Slovaquie                                | Bora-Hansgrohe                           | 3                                        |
| 7e                                       | Maximiliano Richeze                      | Argentine                                | UAE Emirates                             | 2                                        |
| 8e                                       | Riccardo Minali                          | Italie                                   | Intermarché-Wanty-Gobert Matériaux       | 1                                        |
| modifier                                 |                                          |                                          |                                          |                                          |

| Arrivée d'étape Novare (km 179) | Arrivée d'étape Novare (km 179) | Arrivée d'étape Novare (km 179) | Arrivée d'étape Novare (km 179)    | Arrivée d'étape Novare (km 179) |
| ------------------------------- | ------------------------------- | ------------------------------- | ---------------------------------- | ------------------------------- |
|                                 | Coureur                         | Pays                            | Équipe                             | Point(s)                        |
| 1er                             | Tim Merlier                     | Belgique                        | Alpecin-Fenix                      | 50                              |
| 2e                              | Giacomo Nizzolo                 | Italie                          | Qhubeka Assos                      | 35                              |
| 3e                              | Elia Viviani                    | Italie                          | Cofidis                            | 25                              |
| 4e                              | Dylan Groenewegen               | Pays-Bas                        | Jumbo-Visma                        | 18                              |
| 5e                              | Peter Sagan                     | Slovaquie                       | Bora-Hansgrohe                     | 14                              |
| 6e                              | Matteo Moschetti                | Italie                          | Trek-Segafredo                     | 12                              |
| 7e                              | Filippo Fiorelli                | Italie                          | Bardiani CSF Faizanè               | 10                              |
| 8e                              | Lawrence Naesen                 | Belgique                        | AG2R Citroën                       | 8                               |
| 9e                              | Davide Cimolai                  | Italie                          | Israel Start-Up Nation             | 7                               |
| 10e                             | Caleb Ewan                      | Australie                       | Lotto-Soudal                       | 6                               |
| 11e                             | Sebastián Molano                | Colombie                        | UAE Emirates                       | 5                               |
| 12e                             | Max Kanter                      | Allemagne                       | Team DSM                           | 4                               |
| 13e                             | Manuel Belletti                 | Italie                          | Eolo-Kometa                        | 3                               |
| 14e                             | Jasper De Buyst                 | Belgique                        | Lotto-Soudal                       | 2                               |
| 15e                             | Riccardo Minali                 | Italie                          | Intermarché-Wanty-Gobert Matériaux | 1                               |
| modifier                        |                                 |                                 |                                    |                                 |

### Points attribués pour le classement du meilleur grimpeur
| \| Montechiaro d'Asti (km 95,2) 4e catégorie (1,7 km à 5,6%) \| Montechiaro d'Asti (km 95,2) 4e catégorie (1,7 km à 5,6%) \| Montechiaro d'Asti (km 95,2) 4e catégorie (1,7 km à 5,6%) \| Montechiaro d'Asti (km 95,2) 4e catégorie (1,7 km à 5,6%) \| Montechiaro d'Asti (km 95,2) 4e catégorie (1,7 km à 5,6%) \| \| --------------------------------------------------------- \| --------------------------------------------------------- \| --------------------------------------------------------- \| --------------------------------------------------------- \| --------------------------------------------------------- \| \| \| Coureur \| Pays \| Équipe \| Point(s) \| \| 1er \| Vincenzo Albanese \| Italie \| Eolo-Kometa \| 3 \| \| 2e \| Filippo Tagliani \| Italie \| Androni Giocattoli-Sidermec \| 2 \| \| 3e \| Umberto Marengo \| Italie \| Bardiani CSF Faizanè \| 1 \| \| modifier \| \| \| \| \| |                   |        |                             |          |
| Montechiaro d'Asti (km 95,2) 4e catégorie (1,7 km à 5,6%) |                   |        |                             |          |
| | Coureur           | Pays   | Équipe                      | Point(s) |
| 1er | Vincenzo Albanese | Italie | Eolo-Kometa                 | 3        |
| 2e | Filippo Tagliani  | Italie | Androni Giocattoli-Sidermec | 2        |
| 3e | Umberto Marengo   | Italie | Bardiani CSF Faizanè        | 1        |
| modifier |                   |        |                             |          |

### Points attribués pour le classement des sprints intermédiaires
| Sprint intermédiaire Tricerro (km 139,6) | Sprint intermédiaire Tricerro (km 139,6) | Sprint intermédiaire Tricerro (km 139,6) | Sprint intermédiaire Tricerro (km 139,6) | Sprint intermédiaire Tricerro (km 139,6) |
| ---------------------------------------- | ---------------------------------------- | ---------------------------------------- | ---------------------------------------- | ---------------------------------------- |
|                                          | Coureur                                  | Pays                                     | Équipe                                   | Point(s)                                 |
| 1er                                      | Filippo Tagliani                         | Italie                                   | Androni Giocattoli-Sidermec              | 10                                       |
| 2e                                       | Umberto Marengo                          | Italie                                   | Bardiani CSF Faizanè                     | 6                                        |
| 3e                                       | Fernando Gaviria                         | Colombie                                 | UAE Emirates                             | 3                                        |
| 4e                                       | Elia Viviani                             | Italie                                   | Cofidis                                  | 2                                        |
| 5e                                       | Andrea Pasqualon                         | Italie                                   | Intermarché-Wanty-Gobert Matériaux       | 1                                        |
| modifier                                 |                                          |                                          |                                          |                                          |

| Sprint intermédiaire Verceil (km 152,8) | Sprint intermédiaire Verceil (km 152,8) | Sprint intermédiaire Verceil (km 152,8) | Sprint intermédiaire Verceil (km 152,8) | Sprint intermédiaire Verceil (km 152,8) |
| --------------------------------------- | --------------------------------------- | --------------------------------------- | --------------------------------------- | --------------------------------------- |
|                                         | Coureur                                 | Pays                                    | Équipe                                  | Point(s)                                |
| 1er                                     | Filippo Ganna                           | Italie                                  | Ineos Grenadiers                        | 10                                      |
| 2e                                      | Remco Evenepoel                         | Belgique                                | Deceuninck-Quick Step                   | 6                                       |
| 3e                                      | Gianni Moscon                           | Italie                                  | Ineos Grenadiers                        | 3                                       |
| 4e                                      | Iljo Keisse                             | Belgique                                | Deceuninck-Quick Step                   | 2                                       |
| 5e                                      | Jhonatan Narváez                        | Équateur                                | Ineos Grenadiers                        | 1                                       |
| modifier                                |                                         |                                         |                                         |                                         |

### Bonifications
|   | Coureur         | Pays     | Équipe                | Secondes |
| - | --------------- | -------- | --------------------- | -------- |
| 1 | Filippo Ganna   | Italie   | Ineos Grenadiers      | 3 s      |
| 2 | Remco Evenepoel | Belgique | Deceuninck-Quick Step | 2 s      |
| 3 | Gianni Moscon   | Italie   | Ineos Grenadiers      | 1 s      |

|   | Coureur         | Pays     | Équipe        | Secondes |
| - | --------------- | -------- | ------------- | -------- |
| 1 | Tim Merlier     | Belgique | Alpecin-Fenix | 10 s     |
| 2 | Giacomo Nizzolo | Italie   | Qhubeka Assos | 6 s      |
| 3 | Elia Viviani    | Italie   | Cofidis       | 4 s      |

## Classements à l'issue de l'étape

### Classement général
| \| Classement général \| Classement général \| Classement général \| Classement général \| Classement général \| \| Coureur \| Coureur \| Pays \| Équipe \| Temps \| \| ------------------ \| ------------------ \| ------------------ \| ---------------------- \| ------------------ \| \| 1er \| Filippo Ganna \| Italie \| Ineos Grenadiers \| 4 h 29 min 53 s \| \| 2e \| Edoardo Affini \| Italie \| Jumbo-Visma \| + 13 s \| \| 3e \| Tobias Foss \| Norvège \| Jumbo-Visma \| + 16 s \| \| 4e \| Remco Evenepoel \| Belgique \| Deceuninck-Quick Step \| + 20 s \| \| 5e \| João Almeida \| Portugal \| Deceuninck-Quick Step \| + 20 s \| \| 6e \| Rémi Cavagna \| France \| Deceuninck-Quick Step \| + 21 s \| \| 7e \| Jos van Emden \| Pays-Bas \| Jumbo-Visma \| + 21 s \| \| 8e \| Max Walscheid \| Allemagne \| Qhubeka Assos \| + 22 s \| \| 9e \| Matthias Brändle \| Autriche \| Israel Start-Up Nation \| + 25 s \| \| 10e \| Gianni Moscon \| Italie \| Ineos Grenadiers \| + 26 s \| |                  |           |                        |                 |
| |                  |           |                        |                 |
| Source : ProCyclingStats |                  |           |                        |                 |
| Classement général |                  |           |                        |                 |
| Coureur | Coureur          | Pays      | Équipe                 | Temps           |
| 1er | Filippo Ganna    | Italie    | Ineos Grenadiers       | 4 h 29 min 53 s |
| 2e | Edoardo Affini   | Italie    | Jumbo-Visma            | + 13 s          |
| 3e | Tobias Foss      | Norvège   | Jumbo-Visma            | + 16 s          |
| 4e | Remco Evenepoel  | Belgique  | Deceuninck-Quick Step  | + 20 s          |
| 5e | João Almeida     | Portugal  | Deceuninck-Quick Step  | + 20 s          |
| 6e | Rémi Cavagna     | France    | Deceuninck-Quick Step  | + 21 s          |
| 7e | Jos van Emden    | Pays-Bas  | Jumbo-Visma            | + 21 s          |
| 8e | Max Walscheid    | Allemagne | Qhubeka Assos          | + 22 s          |
| 9e | Matthias Brändle | Autriche  | Israel Start-Up Nation | + 25 s          |
| 10e | Gianni Moscon    | Italie    | Ineos Grenadiers       | + 26 s          |

| Classement par points | Classement par points | Classement par points | Classement par points       | Classement par points |
| Coureur               | Coureur               | Pays                  | Équipe                      | Points                |
| --------------------- | --------------------- | --------------------- | --------------------------- | --------------------- |
| 1er                   | Tim Merlier           | Belgique              | Alpecin-Fenix               | 50 pts                |
| 2e                    | Giacomo Nizzolo       | Italie                | Qhubeka Assos               | 35 pts                |
| 3e                    | Elia Viviani          | Italie                | Cofidis                     | 30 pts                |
| 4e                    | Dylan Groenewegen     | Pays-Bas              | Jumbo-Visma                 | 18 pts                |
| 5e                    | Peter Sagan           | Slovaquie             | Bora-Hansgrohe              | 17 pts                |
| 6e                    | Filippo Ganna         | Italie                | Ineos Grenadiers            | 15 pts                |
| 7e                    | Filippo Tagliani      | Italie                | Androni Giocattoli-Sidermec | 12 pts                |
| 8e                    | Edoardo Affini        | Italie                | Jumbo-Visma                 | 12 pts                |
| 9e                    | Matteo Moschetti      | Italie                | Trek-Segafredo              | 12 pts                |
| 10e                   | Filippo Fiorelli      | Italie                | Bardiani CSF Faizanè        | 10 pts                |

| Classement par points | Classement par points | Classement par points | Classement par points       | Classement par points |
| Coureur               | Coureur               | Pays                  | Équipe                      | Points                |
| --------------------- | --------------------- | --------------------- | --------------------------- | --------------------- |
| 1er                   | Tim Merlier           | Belgique              | Alpecin-Fenix               | 50 pts                |
| 2e                    | Giacomo Nizzolo       | Italie                | Qhubeka Assos               | 35 pts                |
| 3e                    | Elia Viviani          | Italie                | Cofidis                     | 30 pts                |
| 4e                    | Dylan Groenewegen     | Pays-Bas              | Jumbo-Visma                 | 18 pts                |
| 5e                    | Peter Sagan           | Slovaquie             | Bora-Hansgrohe              | 17 pts                |
| 6e                    | Filippo Ganna         | Italie                | Ineos Grenadiers            | 15 pts                |
| 7e                    | Filippo Tagliani      | Italie                | Androni Giocattoli-Sidermec | 12 pts                |
| 8e                    | Edoardo Affini        | Italie                | Jumbo-Visma                 | 12 pts                |
| 9e                    | Matteo Moschetti      | Italie                | Trek-Segafredo              | 12 pts                |
| 10e                   | Filippo Fiorelli      | Italie                | Bardiani CSF Faizanè        | 10 pts                |

| Classement de la montagne | Classement de la montagne | Classement de la montagne | Classement de la montagne   | Classement de la montagne |
| Coureur                   | Coureur                   | Pays                      | Équipe                      | Points                    |
| ------------------------- | ------------------------- | ------------------------- | --------------------------- | ------------------------- |
| 1er                       | Vincenzo Albanese         | Italie                    | Eolo-Kometa                 | 3 pts                     |
| 2e                        | Filippo Tagliani          | Italie                    | Androni Giocattoli-Sidermec | 2 pts                     |
| 3e                        | Umberto Marengo           | Italie                    | Bardiani CSF Faizanè        | 1 pt                      |

| Classement de la montagne | Classement de la montagne | Classement de la montagne | Classement de la montagne   | Classement de la montagne |
| Coureur                   | Coureur                   | Pays                      | Équipe                      | Points                    |
| ------------------------- | ------------------------- | ------------------------- | --------------------------- | ------------------------- |
| 1er                       | Vincenzo Albanese         | Italie                    | Eolo-Kometa                 | 3 pts                     |
| 2e                        | Filippo Tagliani          | Italie                    | Androni Giocattoli-Sidermec | 2 pts                     |
| 3e                        | Umberto Marengo           | Italie                    | Bardiani CSF Faizanè        | 1 pt                      |

| Classement du meilleur jeune | Classement du meilleur jeune | Classement du meilleur jeune | Classement du meilleur jeune | Classement du meilleur jeune |
| Coureur                      | Coureur                      | Pays                         | Équipe                       | Temps                        |
| ---------------------------- | ---------------------------- | ---------------------------- | ---------------------------- | ---------------------------- |
| 1er                          | Filippo Ganna                | Italie                       | Ineos Grenadiers             | 4 h 29 min 53 s              |
| 2e                           | Edoardo Affini               | Italie                       | Jumbo-Visma                  | + 13 s                       |
| 3e                           | Tobias Foss                  | Norvège                      | Jumbo-Visma                  | + 16 s                       |
| 4e                           | Remco Evenepoel              | Belgique                     | Deceuninck-Quick Step        | + 20 s                       |
| 5e                           | João Almeida                 | Portugal                     | Deceuninck-Quick Step        | + 20 s                       |
| 6e                           | Aleksandr Vlasov             | Russie                       | Astana-Premier Tech          | + 27 s                       |
| 7e                           | David Dekker                 | Pays-Bas                     | Jumbo-Visma                  | + 35 s                       |
| 8e                           | Mikkel Honoré                | Danemark                     | Deceuninck-Quick Step        | + 36 s                       |
| 9e                           | Samuele Battistella          | Italie                       | Astana-Premier Tech          | + 36 s                       |
| 10e                          | Matteo Sobrero               | Italie                       | Astana-Premier Tech          | + 36 s                       |

| Classement du meilleur jeune | Classement du meilleur jeune | Classement du meilleur jeune | Classement du meilleur jeune | Classement du meilleur jeune |
| Coureur                      | Coureur                      | Pays                         | Équipe                       | Temps                        |
| ---------------------------- | ---------------------------- | ---------------------------- | ---------------------------- | ---------------------------- |
| 1er                          | Filippo Ganna                | Italie                       | Ineos Grenadiers             | 4 h 29 min 53 s              |
| 2e                           | Edoardo Affini               | Italie                       | Jumbo-Visma                  | + 13 s                       |
| 3e                           | Tobias Foss                  | Norvège                      | Jumbo-Visma                  | + 16 s                       |
| 4e                           | Remco Evenepoel              | Belgique                     | Deceuninck-Quick Step        | + 20 s                       |
| 5e                           | João Almeida                 | Portugal                     | Deceuninck-Quick Step        | + 20 s                       |
| 6e                           | Aleksandr Vlasov             | Russie                       | Astana-Premier Tech          | + 27 s                       |
| 7e                           | David Dekker                 | Pays-Bas                     | Jumbo-Visma                  | + 35 s                       |
| 8e                           | Mikkel Honoré                | Danemark                     | Deceuninck-Quick Step        | + 36 s                       |
| 9e                           | Samuele Battistella          | Italie                       | Astana-Premier Tech          | + 36 s                       |
| 10e                          | Matteo Sobrero               | Italie                       | Astana-Premier Tech          | + 36 s                       |

| Classement par équipes | Classement par équipes | Classement par équipes | Classement par équipes |
| Équipe                 | Équipe                 | Pays                   | Temps                  |
| ---------------------- | ---------------------- | ---------------------- | ---------------------- |
| 1re                    | Jumbo-Visma            | Pays-Bas               | 13 h 30 min 29 s       |
| 2e                     | Ineos Grenadiers       | Royaume-Uni            | + 9 s                  |
| 3e                     | Deceuninck-Quick Step  | Belgique               | + 13 s                 |
| 4e                     | Israel Start-Up Nation | Israël                 | + 38 s                 |
| 5e                     | Qhubeka Assos          | Afrique du Sud         | + 41 s                 |
| 6e                     | Astana-Premier Tech    | Kazakhstan             | + 47 s                 |
| 7e                     | UAE Team Emirates      | Émirats arabes unis    | + 52 s                 |
| 8e                     | Bahrain Victorious     | Bahreïn                | + 1 min 01 s           |
| 9e                     | EF Education-Nippo     | États-Unis             | + 1 min 02 s           |
| 10e                    | Movistar Team          | Espagne                | + 1 min 06 s           |

| Classement par équipes | Classement par équipes | Classement par équipes | Classement par équipes |
| Équipe                 | Équipe                 | Pays                   | Temps                  |
| ---------------------- | ---------------------- | ---------------------- | ---------------------- |
| 1re                    | Jumbo-Visma            | Pays-Bas               | 13 h 30 min 29 s       |
| 2e                     | Ineos Grenadiers       | Royaume-Uni            | + 9 s                  |
| 3e                     | Deceuninck-Quick Step  | Belgique               | + 13 s                 |
| 4e                     | Israel Start-Up Nation | Israël                 | + 38 s                 |
| 5e                     | Qhubeka Assos          | Afrique du Sud         | + 41 s                 |
| 6e                     | Astana-Premier Tech    | Kazakhstan             | + 47 s                 |
| 7e                     | UAE Team Emirates      | Émirats arabes unis    | + 52 s                 |
| 8e                     | Bahrain Victorious     | Bahreïn                | + 1 min 01 s           |
| 9e                     | EF Education-Nippo     | États-Unis             | + 1 min 02 s           |
| 10e                    | Movistar Team          | Espagne                | + 1 min 06 s           |

## Abandons
- Krists Neilands : non-partant